# Prosto Mixtape Deszczu Strugi
Prosto Mixtape Deszczu Strugi – pierwsza z cyklu składanek Prosto Mixtape, nagrana w formie ciągłego miksu utworów połączonych w całość przez DJ Deszczu Strugi, wydana przez wytwórnię Prosto. W nagraniach wzięło udział 14 producentów i 36 raperów. Kompozycje zmiksował DJ Deszczu Strugi z WWO. Album był promowany teledyskiem do utworu „Prosto” oraz promo-mixu „Deszczu Strugi Mix”.
Nagrania dotarły do 32. miejsca listy OLiS.

## Lista utworów
Opracowano na podstawie źródła.
| #  | Tytuł                        | Wykonawcy                                                     | Producent         | Czas |
| -- | ---------------------------- | ------------------------------------------------------------- | ----------------- | ---- |
| 1  | „Intro”                      | Kaczy, Popek                                                  | DJ Deszczu Strugi | 0:49 |
| 2  | „Prosto”                     | ZIP Skład, Hemp Gru, Małolat                                  | Kuba O.           | 3:50 |
| 3  | „MC Vener”                   | Dynam                                                         | Waco              | 1:06 |
| 4  | „Szum miasta”                | Wigor, Fu                                                     | Magiera           | 4:40 |
| 5  | „Normalne chłopaki”          | Fred, Jędker, Hudy HZD, Pono                                  | Czarny HIFI       | 2:33 |
| 6  | „Stare śmieci”               | Małolat, Ero                                                  | Zjawin            | 2:15 |
| 7  | „Prawdziwa gadka”            | THS Klika                                                     | SCJ               | 3:00 |
| 8  | „Pod prąd”                   | Chada, Peja                                                   | SCJ               | 3:55 |
| 9  | „Zwiastun”                   | Pokój z Widokiem na Wojnę                                     | Magiera           | 2:17 |
| 10 | „Temps Maussade”             | Soundkail, Jamal                                              | Jamal             | 3:10 |
| 11 | „Hierarchia wartości”        | Olsen, Fu                                                     | Matt              | 2:49 |
| 12 | „Dziś za jutro”              | Kazan, Mieron, Jaźwa                                          | Czarny HIFI       | 2:54 |
| 13 | „Jedziesz 1”                 | Jędker, Felipe, Sokół, Mieron, Koras, Kali, Fu, Suja          | Korzeń            | 2:01 |
| 14 | „Ziomek (Remix)”             | DonGURALesko, O.S.T.R., Sokół                                 | Fred, Waco        | 3:22 |
| 15 | „Podnieś”                    | Sokół, Bilon                                                  | Czarny HIFI       | 3:04 |
| 16 | „Inspire La Rue”             | Dynam                                                         | Waco              | 1:14 |
| 17 | „You Don't Exist”            | WWO, Lil' Dap, Soundkail                                      | Medeline          | 4:52 |
| 18 | „Uciekam”                    | Popek, Spooks, Kaczy                                          | Jędker            | 3:49 |
| 19 | „Ostatni moment”             | Sokół, Juras                                                  | Czarny HIFI       | 2:51 |
| 20 | „Nic straconego”             | Fundacja nr 1                                                 | Kuba O.           | 3:17 |
| 21 | „Jedziesz 2”                 | Małolat, Ward, Pono, Tadek, Bosski Roman, Juras, Roman, Wigor | [[Kuba O.]        | 3:25 |
| 22 | „Kim jestem w twoich oczach” | Firma                                                         | Piero             | 4:30 |
| 23 | „Misterium 2”                | Juras, Pono                                                   | Fred, Waco        | 2:28 |
| 24 | „Outro”                      |                                                               | DJ Deszczu Strugi | 0:53 |